# Khouan
Khouan ist eine ältere französische, nach dem arabischen Wort ichwān (arabisch الإخوان, DMG al-iḫwān ‚die Brüder‘) gebildete Sammelbezeichnung für muslimische Bruderschaften, die aus der Phrase marabouts et khouan („Marabouts und Khouan“) bekannt ist.
Dem Historiker Jonathan G. Katz zufolge unterschieden französische Gelehrte der Kolonialzeit zwischen (1) erblichen Marabouts (die sie oft fälschlicherweise mit den shurafā', den Nachkommen des Propheten, gleichsetzten) und (2) khouan, Sufi-Brüdern, die „les ordres religieux congréganistes“ angehören (d. h. den kongregationalistischen religiösen Orden).
Der Historiker George R. Trumbull IV verortet die französische Phrase marabouts et khouan folgendermaßen:

„Marabouts et khouan was quickly transformed from a text into a category of knowledge itself; the phrase ' marabouts et khouan ' became used as on the title for files of surveillance documents produced by even the most petty of colonial bureaucrats regarding Muslim notables in their jurisdictions.“

Verschiedene französische Werke über den Sufismus und die muslimischen Bruderschaften insbesondere im französisch besetzten Maghreb (speziell: Algerien) tragen das Wort in ihrem Titel. Louis Rinn (1838–1905) – Chef de bataillon d’infanterie hors cadre / Chef du service central des Affaires indigènes au Gouvernement Général / Vice-Président de la Société historique algérienne – beispielsweise betitelte seine inhaltsreiche Untersuchung über den Islam in Algerien mit Marabouts et Khouan, Charles Brosselard (1816–1889) beschreibt in seinem Les khouan den Ursprung, die Hierarchie, die Organisation und die (Initiations-)Rituale von sieben einflussreichen Sufi-Bruderschaften, der von der französischen Regierung mit der Untersuchung der Sufi-Orden beauftragte Édouard de Neveu (1809–1871) betitelt sein Buch mit Les Khouan: Ordres religieux chez les Musulmans de l'Algérie, usw.